# Krottelbach
Krottelbach là một xã thuộc huyện Kusel, bang Rheinland-Pfalz, phía tây nước Đức. Xã Krottelbach có diện tích 5,56 km², dân số thời điểm ngày 31 tháng 12 năm 2006 là 742 người.